# Den europæiske pagt om regionale sprog eller mindretalssprog
Den europæiske pagt om regionale sprog eller mindretalsprog (Sprogpagten) eller European Charter for Regional or Minority Languages er en europæisk traktat, som blev indgået i 1992 i Europarådets regi. Den beskytter og fremmer de historiske, regionale sprog og minoritetssprogene i Europa. Den har kun gyldighed for de sprog, som traditionelt har været talt af statsborgere i de underskrivende lande (og udelukker på den måde de sprog, som tales af nyligt indvandrede fra andre stater). Det drejer sig om sprog, som afviger markant fra flertallets sprog eller det officielle sprog i de pågældende lande (og det udelukker således, hvad staterne kan fristes til at betragte som lokale dialekter af det officielle eller flertallets sprog). Sprogene skal enten have tilknytning til et bestemt område (sådan at de traditionelt tales af befolkningerne i regioner eller områder inden for staten) eller de skal tales af sproglige mindretal inden for staten som helhed (hvilket omfatter sprog som jiddisch og romani, der tales over et stort, geografisk område).
Sprog, der er officielle sprog i regioner, provinser eller delstater inden for en stat (som f.eks. catalansk i Spanien) betragtes ikke som statens officielle sprog og kan derfor nyde godt af pagten. På den anden side har Irland været udelukket fra at underskrive pagten med gyldighed for irsk gælisk, da det er defineret som statens første, officielle sprog. Storbritannien har dog ratificeret traktaten med hensyn til (blandt andre) det irske sprog i Nordirland. Frankrig, som er medunderskriver af pagten, er udelukket fra at ratificere den med gyldighed for minoritetssprog i Frankrig på grund af formuleringer i den franske forfatning.
Pagten opregner et stort antal forskellige tiltag, som staterne kan iværksætte for at beskytte og fremme de historiske, regionale sprog og minoritetsprog. Der er to niveauer af beskyttelse: Alle underskrivende stater skal iværksætte det nederste niveau af beskyttelse for de sprog, der omfattes af pagten. De underskrivende kan desuden erklære, at et af pagtens sprog bliver beskyttet på det højere niveau, som omfatter en række tiltag, hvoraf staterne skal acceptere at iværksætte mindst 35.

## Sprog, der er beskyttet under pagten
De nedenstående er de stater, der har ratificeret pagten, og de sprog, som ratifikationen gælder for:
| Armenien ratifikation: den 25. januar 2002 - Assyrisk - Yezidi - Græsk - Russisk - Kurdisk Cypern ratifikation: den 26. august 2002 - Armensk Danmark ratifikation: den 8. september 2000 - Tysk (i Nordslesvig i Sønderjylland) Finland ratifikation: den 9. november 1994 - Samisk - Svensk (2. officielle sprog) Holland ratifikation: den 2. maj 1996 - Frisisk (i Friesland) - Limburgsk (spredt i Nederlandene) - Plattysk (spredt i Nederlandene) - Romani (spredt i Nederlandene) - Jiddisch (spredt i Nederlandene) Kroatien ratifikation: den 5. november 1997 - Italiensk - Serbisk - Ungarsk - Tjekkisk - Slovakisk - Rusinsk - Ukrainsk Liechtenstein ratifikation: den 18. november 1997 - Ingen regionale sprog eller minoritetssprog Luxembourg ratifikation: den 22. juni 2005 - (afventer bekræftelse) Montenegro ratifikation: den 15. februar 2006 - Albansk - Romani Norge ratifikation: den 10. november 1993 - Samisk Schweiz ratifikation: den 23. december 1997 - Italiensk - Rætroromansk Serbien ratifikation: den 15. februar 2006 - Albansk - Bosnisk - Bulgarsk - Ungarsk - Romani - Rumænsk - Rusinsk - Slovakisk - Ukrainsk - Kroatisk Slovakiet ratifikation: den 5. september 2001 - Bulgarsk - Kroatisk - Tjekkisk - Tysk - Ungarsk - Polsk - Romani - Rusinsk - Ukrainsk | Slovenien ratifikation: den 4. oktober 2000 - Ungarsk - Italiensk - Romani Spanien ratifikation: den 9. april 2001 - Baskisk (officielt sprog i de selvstyrende provinser Euskadi og Navarra) - Catalansk (officielt sprog på de Baleariske øer, i Katalonien og Valencia) - Galisisk (officielt sprog i Galicien) Sverige ratifikation: den 9. februar 2000 - Finsk - Meänkieli - Samisk - Romani - Jiddisch Storbritannien ratifikation: den 27. marts 2001 - Kornisk - Skotsk i Skotland og Nordirland - Skotsk gælisk - Walisisk - Irsk gælisk - Manx (ratificeret på vegne af Isle of Mans regering) Tjekkiet ratifikation: den 15. november 2006 - Slovakisk (region II og III, spredt i hele området) - Polsk (region II og dele af region III i det mährisk-slesiske område , i distrikterne Frydek-Místek og Karviná - Tysk (kun en del af region II) - Romani (kun en del af region II) Tyskland ratifikation: den 16. september 1998 - Dansk (i Sydslesvig i Slesvig-Holsten) - Øvresorbisk (i Sachsen) - Nedresorbisk (i Brandenburg) - Nordfrisisk (i Slesvig-Holsten) - Saterfrisisk (i Niedersachsen) - Romani (spredt i Tyskland) - Plattysk (i Bremen, Hamburg, Mecklenburg-Vorpommern, Niedersachsen og Slesvig-Holsten) Ukraine ratifikation: den 19. september 2005 - Hviderussisk - Bulgarsk - Gagausisk - Græsk - Jødisk[kilde mangler] - Krimtatarisk - Moldavisk - Polsk - Russisk - Rumænsk - Slovakkisk - Tysk - Ungarsk Ungarn ratifikation: den 26. april 1995 - Kroatisk - Tysk - Rumænsk - Serbisk - Slovakisk - Slovensk Østrig ratifikation: den 28. juni 2001 - Kroatisk i Burgenland - Slovensk (i Kärnten og Steiermark) - Ungarsk (i Burgenland og Wien) - Tjekkisk (i Wien) - Slovakisk (i Wien) - Romani (i Burgenland) |

## Eksterne links
- Netsted for Den europæiske pagt om regionale sprog eller mindretalssprog (juridiske forhold) (engelsk)
- Europarådet: Generel information om pagten Arkiveret 23. april 2020 hos  Wayback Machine (engelsk)